# Microstegium fasciculatum
Microstegium fasciculatum là một loài thực vật có hoa trong họ Hòa thảo. Loài này được (L.) Henrard mô tả khoa học đầu tiên năm 1940.